# 蒲生秀紀
蒲生 秀紀（がもう ひでのり）は、戦国時代の武将。蒲生氏16代当主。

## 生涯
蒲生秀行の長男として誕生。永正10年（1513年）、父の秀行が死亡すると叔父の高郷が家督の相続を望んだが、祖父の蒲生貞秀の意向で秀紀が後継者に指名され、蒲生氏の名籍を継ぎ蒲生氏の本拠である音羽城主となる。叔父の高郷の娘を娶り表向きは友好な関係を維持していたが、高郷は所領の配分などの不満を持ち続けており、大永2年（1522年）7月に高郷は六角定頼の支援を受けて挙兵。秀紀の籠る音羽城を包囲・攻撃した。
秀紀は頑強に守ったが、後詰めの当ても無く追い込まれていき、やがて8カ月に及ぶ籠城戦の末、大永3年3月8日（1523年4月23日）に降伏・開城した。そして六角定頼の仲裁で秀紀と高郷の間に和議が結ばれたが、定頼は高郷の後援をしていた為に条件は秀紀側にとって非常に厳しいものであった。この和議によって秀紀は蒲生氏の家督を従弟で高郷の長男の定秀に移譲させられ、音羽城からも退去を余儀なくされ音羽城は廃城処分となった。
居城を追われた秀紀は音羽城の支城の一つである鎌掛城に移り、ここを拠点にしていたが大永5年（1525年）12月に高郷・定秀父子の刺客によって毒を盛られて暗殺された。死後、秀紀の所領は高郷系の蒲生家に吸収されている。
秀紀に子はなく、妹も僧籍に入れられ秀行流の蒲生氏は断絶し、以後は高郷の子孫が名実ともに蒲生氏の宗家流として扱われることになる。